# Elecciones presidenciales de Ecuador de 1911
Las elecciones presidenciales de Ecuador de 1911 fue el proceso electoral el cual tuvo por objetivo la elección de un nuevo Presidente Constitucional de la República del Ecuador. 

## Antecedentes
Fueron convocadas las elecciones por parte del presidente Eloy Alfaro para escoger a su sucesor presidencial, bajo la Constitución de 1906.
En la campaña electoral de 1910 y 1911 hubo tres candidatos: El comerciante quiteño Emilio Estrada apoyado por el presidente Eloy Alfaro al gozar de su confianza y sintonía ideológica; Alfredo Baquerizo Moreno por los liberales placistas y un sector de los conservadores y Flavio Alfaro, por algunos círculos militares.

## Desarrollo
Triunfó Emilio Estrada con 103.024 votos, Flavio Alfaro tuvo 3.708 votos, Alfredo Baquerizo Moreno tuvo 2.583 votos, para los demás candidatos 348 votos.
Pese a su amplio triunfo en las elecciones presidenciales de 1911, Eloy Alfaro quiso prorrogar su presidencia y buscó excusas para pedir a Estrada que renuncie antes de posesionarse de la presidencia. Una de esas excusas fue que tenía problemas cardíacos. Como Estrada no aceptó las intimaciones de Alfaro, el presidente convocó un congreso extraordinario para descalificarlo, pero no lo consiguió. Su hijo Victor Emilio Estrada consigue el apoyo de la guarnición de Quito, Alfaro fue tomado preso en el Palacio de Carondelet (Palacio de Gobierno) y protegido por el Cuerpo Diplomático pudo salir a la legación de Chile, previamente renunciando a la Presidencia de la República. Posteriormente saldría exiliado a Panamá.
Emilio Estrada asumió el cargo de Presidente Constitucional de la República el 1 de septiembre de 1911 hasta su muerte por insuficiencia cardiaca el 21 de diciembre del mismo año.

## Candidatos y Resultados
| Partido  | Partido                     | Facción dentro del PLE   | Candidato                                    | Cargos importantes                         | Votos   | %     |
| -------- | --------------------------- | ------------------------ | -------------------------------------------- | ------------------------------------------ | ------- | ----- |
|          | Partido Liberal del Ecuador | Oficialista / Radical    | Emilio Estrada Carmona                       | Diputado por Guayas (1900 - 1902) / (1906) | 103.024 | 93.9% |
| Radical  | Partido Liberal del Ecuador | Flavio Alfaro Santana    | Ministro de Guerra (1901 - 1904) / (1907)    | 3.708                                      | 3.4%    |       |
| Moderado | Partido Liberal del Ecuador | Alfredo Baquerizo Moreno | Vicepresidente de la República (1903 - 1906) | 2.583                                      | 2.4%    |       |
| Otros    | Otros                       | Otros                    | Otros                                        | Otros                                      | 348     | 0.3%  |

Fuente: